# Extraordinary Attorney Woo
Extraordinary Attorney Woo (koreanisch 이상한 변호사 우영우, RR Isanghan byeonhosa uyeongu, wörtlich „Die außerordentliche Anwältin Woo Young-woo“) ist eine südkoreanische Fernsehserie mit Park Eun-bin, Kang Tae-oh und Kang Ki-young. Die Serie wurde am 29. Juni 2022 auf ENA uraufgeführt. Sie kann in ausgewählten Regionen auf Netflix gestreamt werden.

## Handlung
Extraordinary Attorney Woo erzählt die Geschichte von Woo Young-woo (Park Eun-bin), einer Anwältin mit Autismus-Spektrum-Störung (ASS), die in einer großen Anwaltskanzlei arbeitet. Sie hat einen hohen Intelligenzquotienten von 164, ein ausgezeichnetes Gedächtnis und eine kreative Denkweise.  Aber die emotionale Intelligenz und die sozialen Fähigkeiten sind gering.

## Besetzung

### Hauptdarsteller
- Park Eun-bin als Woo Young-woo[5]
- Kang Tae-oh als Lee Joon-ho[6]
- Kang Ki-young als Jung Myung-seok[7]

### Nebendarsteller
- Jeon Bae-soo als Woo Gwang-ho[6]
- Baek Ji-won als Han Seon-young[6]
- Ha Yoon-kyung als Choi Soo-yeon[8]
- Joo Jong-hyuk als Kwon Min-soo[9]
- Jin Kyung als Tae Soo-mi[10]
- Joo Hyun-young als Dong Geu-ra-mi[6]
- Im Sung-jae als Kim Min-shik[6]